# 乌苏卢坦省
烏蘇盧坦省（西班牙語：Usulután，納瓦特爾語的意思曷「虎貓之城」）是薩爾瓦多十四個省之一，位於該國東南部，西界全國最大河流倫帕河，南臨太平洋。面積2,130平方公里（該國面積最大的省），人口464,883人（2006年）。首府烏蘇盧坦。
1865年建省，下分二十三個自治市。
1. ↑   [Total population per department]. Portal Geoestadístico Resultados del Censo de Población y Vivienda 2024.   [13 November 2024]. （原始内容存档于2025-02-01） （西班牙语）.